# Valentin Veigl von Kriegeslohn

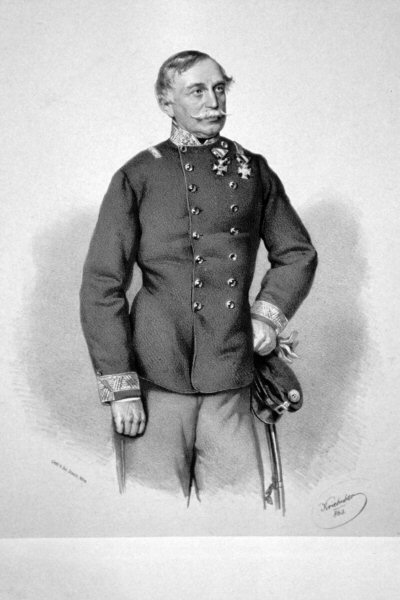
Valentin Veigl von Kriegeslohn (1802–1863)

Valentin Veigl von Kriegeslohn (* 12. Februar 1802 in Czortków in Galizien; † 31. August 1863 in Prag) war k. k. Feldmarschall-Lieutenant. Veigl galt als einer der tüchtigsten Reitergenerale der kaiserlichen Armee.

## Herkunft
Sein Vater Valentin Veigl von Kriegeslohn († 1814) diente als Oberst und Kommandeur des Kürassier-Regiments Nr. 8. Dieser kämpfte unter Feldmarschall-Lieutenant Graf Nostiz in der Völkerschlacht bei Leipzig. Sein Bruder Joseph (1799–1866) war Oberst der Militärpolizei.

## Leben
Veigl ging bereits im Alter von 12 Jahren in kaiserliche Dienste. Sein Vater gab ihn zu einem österreichischen Wachtmeister, der ihn zum in Frankreich stehenden Felddepot mitnahm. Aber auch hier machte er ein ordentliches Stück Kriegsleben mit, denn die Depots wurden immer von Insurgenten angegriffen; später kam er auch noch zu einem Aufstand in der Champagne. Nach Beendigung des Feldzuges von 1814 wurde er in das Reserve-Eskadron des 8. Kürassier-Regiments übernommen. Der Kommandeur des Regiments Fürst Windisch-Graetz sorgte für die Ausbildung. Er wurde zum Offizier befördert und nach siebzehnjährigem Dienst in subalternen Chargen wurde Veigl 1830 zweiter Rittmeister. Bald darauf wurde er Eskadronskommandant, 1839 Major im Regiment, 1842 Oberstleutnant im 2. Kürassier-Regiment, 1844 Kommandant des Militär-Zentralequitationsinstitutes in Salzburg, 1845 Oberst des 2. Chevauxlegers-Regiments und 1849 Generalmajor. Bis zur Beförderung zum Generalmajor war er Leiter des Equitationsinstitut. Als es 1849 aufgelöst wurde, lief bereits die Revolution in Ungarn an. Die Aufständischen hatten Komorn besetzt und Veigl wurde im Februar 1849 zum Belagerungscorps unter Feldmarschall-Lieutenant Simunich kommandiert. Er konnte sich da mehrfach auszeichnen.
Im Sommerfeldzug von 1849 kam er zum Korps Ramberg, dieses sollte Ofen besetzen. Am 5. August 1849 machte er den Übergang über die Theiß mit und zeichnete sich bei Csatád und in der Schlacht bei Temesvár aus. Er erhielt dafür den russischen St. Stanislaus-Orden erster Klasse.
Nach dem Krieg wurde 1850 das Zentralequitationsinstitut in Wien wieder errichtet. Veigl erhielt den Auftrag, alles Notwendige vorzubereiten. Bereits nach einigen Monaten begann der Unterricht, der Bau der Reitschule und der Stallungen. Dafür wurde Veigl 1853 zum Feldmarschall-Lieutenant und 1857 zum zweiten Inhaber des Kaiser Franz Joseph-Uhlanen-Regiments Nr. 6 ernannt.
Als 1859 der Krieg gegen Frankreich ausbrach, erhielt er das Kommando über das 11. Armeekorps. Er zeichnete sich im Gefecht bei Guidizollo (Rückzug von Solferino) aus, wo die französische Kavallerie die österreichische Infanterie zurück trieb. Veigl besetzte mit dem 10. Jägerbataillon und neun Kompanien des Infanterie-Regiments (Erzherzog Joseph) den Ort, konnte zwei fliehende Regimenter aufhalten und eine Division Uhlanen an sich binden. So gelang es, die Franzosen aufzuhalten. Er kontrollierte die Gegend so weit, dass verlassenes Kriegsmaterial wie Pulverwagen und Geschütze eingesammelt sowie zahlreiche Verwundete evakuiert werden konnten. Mangels Pferden mussten Pulverwagen von den Mannschaften gezogen werden. Die Männer wurden vom Kaiser mit 200 Dukaten belohnt. Nach Auflösung des 11. Armeecorps bat Veigl im Dezember 1859 um die Versetzung in den Ruhestand.
Mit seiner Versetzung in den Ruhestand erhielt er das Kommandeurskreuz des Leopolds-Ordens mit Kriegsdekoration. Er zog sich nach Prag zurück, wo er 1863 starb. Er wurde am 5. September 1863 unter großer Anteilnahme der Bevölkerung beigesetzt.